# Pleuroziales
Pleuroziales é uma ordem monotípica de hepáticas cuja única família é Pleuroziaceae.

## Taxonomia
A ordem Pleuroziales é um táxon monotípico que inclui apenas a família Pleuroziaceae, também monotípica, que inclui Pleurozia como único género. O género Pleurozia está dividido nos seguintes subgéneros e espécies:
- Gérnero Pleurozia Dumortier 1835 [Physiotium Nees 1838; Eopleurozia Schuster 1961]
  - Subgénero (Pleurozia)
    - Pleurozia gigantea (Weber 1815) Lindberg 1874

  - Subgénero (Constantifolia) Thiers 1993
    - Pleurozia purpurea Lindberg 1877
    - Pleurozia conchifolia (Hooker & Arnott 1832) Austin 1874

  - Subgénero (Diversifolia) Thiers 1993
    - Pleurozia acinosa (Mitten 1860) Trevisan 1877
    - Pleurozia articulata (Lindberg 1870) Lindberg & Lackström 1874
    - Pleurozia caledonica (Gottsche ex Jack 1886) Stephani 1906a
    - Pleurozia curiosa Thiers 1993
    - Pleurozia heterophylla Stephani ex Fulford 1972
    - Pleurozia johannis-winkleri Herzog 1931
    - Pleurozia paradoxa (Jack 1886) Schiffner 1893
    - Pleurozia subinflata (Austin 1869) Austin 1874

  - Incertae sedis
    - Pleurozia pocsii Müller 2013